# Karat (musikalbum)
Karat är bandet Karats debutalbum, släppt år 1978.

## Låtförteckning
1. Das Monster (4:40)
2. Märchenzeit (3:50)
3. Die Burg (4:15)
4. Reggae Rita Star (3:15)
5. König der Welt (5:35)
6. Rock-'n'-Roll-Fan (3:45)
7. Und ich liebe Dich (3:50)
8. Ballade von den sieben Geistern (5:00)
9. He, Manuela (4:25)
10. Abendstimmung (4:55)

## Musiker
- Hans-Joachim "Neumi" Neumann – sång.
- Herbert Dreilich – gitarr, sång.
- Ulrich "Ed" Swillms – klaviatur.
- Bernd Römer – gitarr.
- Michael Schwandt – trummor.
- Henning Protzmann – basgitarr, sång.